# Juan Manuel Saladino
Juan Manuel Saladino (Quilmes, 28 september 1987) is een Argentijns hockeyer. 
Tijdens de Olympische Spelen 2016 won Brunet met de Argentijnse ploeg verrassend de gouden medaille.

## Erelijst
- 2016 –  Olympische Spelen in Rio de Janeiro